# 忍風戦隊ハリケンジャー 10 YEARS AFTER
『忍風戦隊ハリケンジャー 10 YEARS AFTER』（にんぷうせんたいハリケンジャー テンイヤーズアフター）は、2013年8月9日にリリースされた東映制作のオリジナルビデオ作品である。

## 概要
スーパー戦隊Vシネマ「10 YEARS シリーズ」の第1弾。2002年から2003年にかけて放送された「スーパー戦隊シリーズ」第26作目『忍風戦隊ハリケンジャー』の続編に相当し、テレビシリーズ終了から10年後の後日談を描く。本編時間は51分。2010年に発売された『帰ってきた侍戦隊シンケンジャー 特別幕』以降、一部の例外を除きスーパー戦隊Vシネマとして、前作戦隊の後日談が制作されるのが恒例となっていたが、放送終了から2年以上経った過去作品の新作が発表されるのは、同シリーズでも前例のないことであった。
この企画の発端は『ハリケンジャー』の出演者やスタッフが、テレビシリーズ終了後も友人として定期的に集まっての交流を続けており、その中で「10周年を機に何かをやりたい」という話が浮上。2011年に塩谷瞬、長澤奈央、山本康平のメインキャスト3人がそろって『ゴーカイジャー』に出演したこともきっかけとなり、長澤と山本が中心となって当時の役者や東映スタッフへの働きかけ、山本が企画台本の執筆を行ない、最終的に東映Vシネマでの制作が決定した。役者主導での企画成立という異色の経緯による作品であり、長澤と山本の2人はアソシエイトプロデューサーとしてもクレジットされている。
制作陣には、プロデューサーに日笠淳、塚田英明、監督に渡辺勝也、脚本に宮下隼一、撮影に菊池亘、アクション監督に竹田道弘と、テレビシリーズ制作当時のメインスタッフが集結。出演者も当時のメインキャストがほぼ全員揃っており、芸能界を引退していた福澄美緒も松田佳代名義で本作品のためにカムバックしての出演を果たしている。プロデューサーの加藤和夫の提案により白川が所属する純烈も出演している。
本作品のリリースを記念し、ニコニコ動画でテレビシリーズが2013年6月8日から8月3日にかけて、毎週土曜夜10時に5-6話ずつのペースで「ニコニコ生放送」で無料配信されたが、最終話（最終巻）のみ有料のプレミアム会員だけが見られるという形だった。6月29日はテレビシリーズの配信を行わず、本作品のトークイベントの生中継が無料配信された。また2014年6月28日には、本作品の設定を汲んだ直接の後日談として『小説 忍風戦隊ハリケンジャー』（著：宮下隼一）が講談社キャラクター文庫より発売された。

## あらすじ
ハリケンジャーとゴウライジャーが、宇宙忍群ジャカンジャに勝利してから10年。
ハリケンブルー・野乃七海とハリケンイエロー・尾藤吼太は宇宙統一忍者流の忍者として、世界の平和を影から守る日々を送っていた。だがある日、宇宙統一忍者流の支部が謎の忍者によって破壊される事件が発生。調査に赴いた2人の前に現れたのは黒いハリケンジャー・ハリケンダークであり、その正体はかつてハリケンレッドとして2人と共に戦った椎名鷹介だった。
「10年前の戦いは間違っていた」という鷹介。彼に手を貸すジャカンジャの残党バット・ゼ・ルンバの狙いは何か。ゴウライジャーとして活躍した霞兄弟も加わり、ハリケンジャーの新たな戦いが始まる。

## オリジナルキャラクター
ハリケンダーク
世界各地の宇宙統一忍者流の支部を襲い、爆破していた黒いハリケンジャー。ハリケンレッドを黒くして、さらに黒装束を身に着けた姿となっている。その正体は10年後の椎名鷹介。使用する技はハリケンレッドと同じ。
天界 / シュリケンジャー
半年前、世界中を旅していた鷹介が海岸で保護した謎の少年。名前以外の何も覚えておらず、鷹介に同行する。旅の途中でバット・ゼ・ルンバに連れ去られてしまい、鷹介への人質として利用される。
その正体は、10年前に鷹介たちが倒した邪悪なる意志が、消滅する寸前に残した聖なる意志そのもの。正義も悪も関係ない純粋な力のみの存在で、世界を滅ぼすことも可能。しかし鷹介に助けられた後は鷹介の後継者として、正義の忍者になることを決意。シュリケンジャーにシノビチェンジしてハリケンジャー、ゴウライジャーと共に戦う。
査問官
宇宙統一忍者流の重鎮で、シュリケンジャーのシノビメダルを所有している。捕らえた鷹介を厳しく問い詰めた。
かつてハリケンジャーたちが仕えた御前様に所縁のある人物で、顔は御前様にそっくりだが、御前様との詳しい関係については言及されていない。

零の槍バット・ゼ・ルンバ
ジャカンジャにしてジャカンジャにあらず、暗黒七本槍にして七本槍にあらず、でも零の槍を名乗る宇宙忍者。本作品における事件の黒幕であり、フラビージョとウェンディーヌを従え陰謀を張り巡らせる。
忍法で小さなコウモリに変化して不思議なルンバの響きであらゆる場所に現れ、「暗黒超忍法ギャッカイ」で周囲の景色を逆回転させて幻の世界を作り出し、10年前の真実を見せつける。戦闘では二刀流を使い、胸部から破壊光線を放つ。また分身として最強の幻忍者バットとゼ・ルンバを生み出すが、分身が受けたダメージは本体も受けてしまう。
その正体は、かつて宇宙統一忍者流きっての強者で、宇宙統一忍者流を裏切って抜け忍となり、ジャカンジャに入った元地球忍者。10年前にハリケンジャーによって倒された邪悪なる意志から生まれた「ソレ」（聖なる意志）を手に入れて、その力で地球をリセットしようと企んだが、地球忍者の超忍法・6人影の舞やファイナルガジェットに敗れ去った。
宇宙忍者ファイルによると、10年に1度現れるらしい。
- 『忍風戦隊ハリケンジャーでござる! シュシュッと20th Anniversary』でも、静止画と名前が登場。同作品のオイランダとアウンジャ、『忍風戦隊ハリケンジャーVSガオレンジャー』のチュウボウズとともに裏七本槍の1人だったことが判明した。

JUN烈
一甲が所属しているアイドルグループ。渋い歌を歌うが、あまり売れていないらしい。
尾藤 鈴音
吼太の娘。よく家を留守にしている両親に代わって家事をする、しっかり者の女の子。
尾藤 陸
吼太の息子で鈴音の弟。姉が作るカレーが大好き。
吼太はハリケンジャーであることを家族にも秘密にしている。

## 本作品限定の装備・戦力
疾風流剣技・一刀両断
ハリケンレッドの技。「斬」モードのハヤテ丸に風神エネルギーを込め、敵を一刀両断する。
天空秘打・素振り斬り
シュリケンジャーの技。野球のバットのように構えたシュリケンズバットを横一文字に振るって敵を斬り裂く。
ダブル分身魔球
ハリケンレッドとシュリケンジャー・ファイヤーモードが2人同時に超忍法・分身魔球を放つ。分裂したボールが敵の目の前で一度消え、その後に敵の左右から一斉に現れて炸裂する。
超忍法・6人影の舞
地球忍者の6人で影の舞を使用する。
六重連ファイナルガジェット
ビクトリーガジェットとニンジャミセンを合体させた必殺武器。「10 years buster」の掛け声で「10」の数字が浮かび上がった光弾を発射する。

## キャスト
- 椎名鷹介 / ハリケンレッド：塩谷瞬
- 野乃七海 / ハリケンブルー：長澤奈央
- 尾藤吼太 / ハリケンイエロー：山本康平
- 霞一甲 / カブトライジャー：白川裕二郎
- 霞一鍬 / クワガライジャー：姜暢雄
- フラビージョ：山本梓
- ウェンディーヌ：松田佳代[8]
- 天界：橋本仰未[8]
- ナレーション、バット・ゼ・ルンバの声：宮田浩徳
- JUN烈：純烈 ※友井雄亮は風疹で欠席（写真のみの出演）[9][5]。
- 馳太：てるやひろし
- 分身（バット）：岡本美登
- 分身（ゼルンバ）甲斐将馬
- 尾藤鈴音：新田麻結
- 尾藤陸：松田北斗
- 下連雀あろま：青柳夕子
- ホステスA：佐野三和子
- ホステスB：佐藤あずさ
- 査問官：三輪ひとみ[8]
- 日向おぼろ：高田聖子[8]
- 日向無限斎：西田健[8]

### スーツアクター
- ハリケンレッド：松本竜一[10]
- ハリケンブルー ：下園愛弓[10]
- ハリケンイエロー：白井雅士[10]
- カブトライジャー：日下秀昭[10]
- クワガライジャー：今井靖彦[10]
- シュリケンジャー：田中宏幸[10]
- バット・ゼ・ルンバ：藤井祐伍[10]
- 岡田和也
- 佐藤太輔
- ハリケンイエロー[11] - 坂本隆
- 清家利一
- 蔦宗正人
- 喜多川2tom
- 渡邊実
- おぐらとしひろ
- 高橋光
- 高橋玲
- 神前元
- 内川仁朗
- 中田裕士
- 井口尚哉
- 片伯部浩正
- 松岡千尋

アクションセーフティー
- 金子起也
- 松崎秀一
- 大河平レオン
- 佐々木俊宜
- 高橋すみれ
- 藤田房代
- 五十嵐勝平
- 田中信彦
- 木部哲

## スタッフ
- 原作：八手三郎
- エグゼグティブプロデューサー：加藤和夫（東映ビデオ）、日笠淳（東映）
- プロデューサー：中野剛（東映ビデオ）、塚田英明（東映）、矢田晃一（東映エージエンシー）
- アソシエイトプロデューサー：長澤奈央、山本康平
- 脚本：宮下隼一
- 撮影：菊池亘
- 照明：本田純一
- 録音：今井克也
- 計測：岩崎智之
- 助監督：大峯靖弘、小串遼太郎、ほか
- 宣伝応援：宇都宮孝明
- 技術協力:東映ラボ・テック、東映デジタルセンター、西華デジタルイメージ株式会社、RED DIGITAL CINEMA SHOT ON RED(RED EPIC)、UPSIDE、BULL、M・SOFT、Libec、イーフファクトリー
- アクション監督：竹田道弘[8]（ジャパンアクションエンタープライズ）
- 制作：東映ビデオ、東映、東映チャンネル、東映エージエンシー
- 監督：渡辺勝也

## 音楽
主題歌「いま 風のなかで」
作詞・作曲：高取ヒデアキ / 編曲：籠島裕昌 / 歌：影山ヒロノブ
挿入歌
「ハリケンジャー参上!」
作詞：及川眠子 / 作曲・編曲：池毅 / 歌：高取ヒデアキ
「しのび哀」
作詞：酒井一圭 / 作曲：高取ヒデアキ / 編曲：川瀬智 / 歌：純烈